# ویدا بلو
ویدا بلو (انگلیسی: Vida Blue; ۲۸ ژوئیهٔ ۱۹۴۹ – ۶ مهٔ ۲۰۲۳) بازیکن بیس‌بال اهل ایالات متحده آمریکا بود.
از باشگاه‌هایی که در آن بازی کرده‌است می‌توان به کانزاس‌سیتی رویالز اشاره کرد.